# Olof Sundin (litograf)
Olof Sundin, född 29 september 1888 i Göteborg, död okänt år, var en svensk litograf.
Sundin flyttade till Stockholm från Malmö 1912 där han varit verksam som litograf. I Stockholm etablerade han företaget Litotryck O. Sundin med avsikten att utföra litografiskt tryck åt verksamma konstnärer. Han medverkade med ett egenproducerat självporträtt och ytterligare litografier i Hantverks- och industriutställningen som visades i Nässjö 1922. Sundin är representerad vid Malmö museum.